# Parlamentswahl in Albanien 2021
- LSI: 4
- PS: 74
- PSD: 3
- PD-AN: 59

Die Parlamentswahl in Albanien 2021 fand am 25. April 2021 statt.
Es waren die neunten Wahlen zum Kuvendi i Shqipërisë, dem Parlament der Republik Albanien, seit dem Sturz des kommunistischen Regimes 1990/91.
Die Sozialistische Partei (PS) hat die Wahlen gewonnen mit einem minimalen Zuwachs an Wählerstimmen und der absoluten Mehrheit der Sitze. Die Koalition „Partia Demokratike – Aleanca për Ndryshim“ (PD-AN) von Demokratischer Partei (PD) und diversen Kleinparteien erreichte fast 40 % der Stimmen. Die Lëvizja Socialiste për Integrim (LSI) hatte deutliche Verluste zu verzeichnen.

## Hintergrund

### Politische Entwicklung
Nach der Wahl im Sommer 2013 hatte die Sozialistische Partei (PS) die Mehrheit von der regierenden Demokratischen Partei (PD) übernommen. Edi Rama löste daraufhin Sali Berisha als Ministerpräsident ab. Nach einem deutlichen Stimmenzuwachs bei Wahl im Sommer 2017 konnten die Sozialisten sogar ohne Koalitionspartner regieren – sie hatten 74 der 140 Sitze gewonnen. Die PD hingegen verlor an Zustimmung und erreichte zum zweiten Mal seit 1991 weniger als 30 Prozent.
Die Opposition unter Führung der PD, die schon vor der Wahl gegen die „undemokratischen“ Prozesse protestiert hatte, anerkannte das Wahlresultat nicht und boykottierte die Parlamentsarbeit. Im angespannten politischen Umfeld boykottierten die Oppositionsparteien auch die Kommunalwahlen 2019.
Ein Jahr vor der Wahl gab es einige wesentliche Wahlrechtsänderungen, indem einige Verfassungsartikel angepasst wurden. Die Opposition warf der PS vor, dass diese Änderungen die vor den Wahlen von 2019 getroffenen Vereinbarungen verletzen würden. Internationale Experten kritisierten das Vorgehen, erklärten die Änderungen aber für nicht problematisch.
Im Vorfeld der Abstimmung kam es zu Demonstrationen und gewalttätigen Auseinandersetzungen zwischen Anhängern der verschiedenen politischen Lager. In Elbasan erschoss ein PD-Mitglied am 21. April einen Wahlhelfer der PS und verletzte vier weitere Menschen.

### Amtierende Regierung
Nach der Wahl 2017 konnte Edi Rama seine zweite Amtszeit als Ministerpräsident antreten. Im Gegensatz zu seinem ersten Kabinett war er nicht mehr auf einen Koalitionspartner, damals war dies die Partei Lëvizja Socialiste për Integrim (LSI), angewiesen. Das zweite Kabinett bestand entsprechend ausschließlich aus Mitgliedern der PS.

## Organisation der Wahl

### Wahlsystem
Die 140 Mitglieder des Parlaments wurden in zwölf Mehrpersonenwahlkreisen bestimmt, die den zwölf Qarks entsprechen. Es war eine Verhältniswahl mit unveränderbaren Parteilisten. Die Wahlhürde wurde erstmals auf ein Prozent reduziert. Die Sitze wurden nach dem D’Hondt-Verfahren auf die Parteien verteilt. Koalitionen waren bei diesen Wahlen nur begrenzt möglich.
Zudem mussten die Wähler von der Wahlliste einen bevorzugten Kandidaten bestimmen.
Durch demografische Verschiebungen änderte sich die Sitzverteilung einiger Wahlkreise: Der Qark Dibra und der Qark Gjirokastra verloren je einen Sitz an den Qark Tirana.
Im Wahlkreis Nr. 40 in Tirana wurde ein Test mit elektronischer Stimmabgabe durchgeführt.

Zahl der gewählten Abgeordneten pro Wahlkreis

| Qark        | Registrierte Wähler | Sitze |
| ----------- | ------------------- | ----- |
| Berat       | 184.612             | 7     |
| Dibra       | 132.858             | 5     |
| Durrës      | 359.832             | 14    |
| Elbasan     | 349.144             | 14    |
| Fier        | 405.955             | 16    |
| Gjirokastra | 124.224             | 4     |
| Korça       | 286.166             | 11    |
| Kukës       | 83.808              | 3     |
| Lezha       | 168.975             | 7     |
| Shkodra     | 273.801             | 11    |
| Tirana      | 911.573             | 36    |
| Vlora       | 319.744             | 12    |

### OSZE-Mission
Die Beobachtungsmission der OSZE (ODIHR) stellte fest, dass von allen Seiten Vertrauen in den Wahlprozess und die -behörden gesetzt wurde. Die Wähler konnten frei ihrem Wahlwillen Ausdruck geben. Die Zentrale Wahlkommission leitete die Wahlen geordnet und transparent. Die Sozialisten hätten hingegen einen klaren Vorteil gehabt, weil sie die Verwaltung kontrollierten und staatliche Institutionen zu ihren Zwecken nutzten. Beklagt wurde zum Beispiel die Einmischung staatlicher Stellen in den Wahlkampf und insbesondere der Kauf von Stimmen.
In ihrem Ende Juli publizierten Abschlussbericht gab die OSZE 23 Empfehlungen ab, um das Wahlsystem in Albanien in Einklang mit internationalen Standards zu bringen. Dazu gehörten Gesetzesänderungen, das Unterbinden und Verfolgen von Stimmenkauf, Datenschutz und freiere Berichterstattung durch die Medien. Erlasse sollten frühzeitiger gefasst werden und nie den übergeordneten Gesetze zuwiderlaufen. Wie die Erlasse sollten auch Fristen frühzeitig kommuniziert werden, so dass allen Beteiligten genügend Zeit für die notwendigen Vorbereitungen bleibt. Auch die Unterrichtung der Wähler und ihre Registrierung sei zu verbessern, insbesondere auch für ethnische Minderheiten. Zuletzt herrsche auch bei der Parteienfinanzierung zu wenig Transparenz, und das Gesetz sollte diese mehr beschränken.

## Registrierte Parteien, Initiativkomitees und Koalitionen
Insgesamt treten mindestens 25 Parteien und drei Initiativkomitees bei den Wahlen an. Die Demokraten haben mit zwölf kleineren Parteien die Koalition „Partia Demokratike – Aleanca për Ndryshim“ (PD-AN) gebildet, die aufgrund des Koalitionsverbots als eine Liste antraten. Die LSI tritt aber als eigene Liste an. Zwischen dieser von der Demokratischen Partei angeführten Koalition und der LSI wurde eine weitere Koalition „Shqipëria – Shtëpia që fiton“ (ShQF) gegründet.
| Partei | Partei                                                                      | Abkürzung | Koalition   | Ausrichtung                                  | Vorsitzender      | Stimmenanteil 2017 |
| ------ | --------------------------------------------------------------------------- | --------- | ----------- | -------------------------------------------- | ----------------- | ------------------ |
|        | Sozialistische Partei                                                       | PS        |             | Sozialdemokratie                             | Edi Rama          | 48,34 %            |
|        | Demokratische Partei                                                        | PD        | PD-AN, ShQF | Konservatismus, Wirtschaftsliberalismus      | Lulzim Basha      | 28,82 %            |
|        | Sozialistische Bewegung für Integration                                     | LSI       | ShQF        | Sozialdemokratie                             | Monika Kryemadhi  | 14,27 %            |
|        | Partei für Gerechtigkeit, Integration und Einheit                           | PDIU      | PD-AN       | Nationalliberalismus, Çamen-Nationalismus    | Shpëtim Idrizi    | 04,80 %            |
|        | Republikanische Partei                                                      | PR        | PD-AN       | Nationalkonservatismus                       | Fatmir Mediu      | 00,24 %            |
|        | Christdemokratische Partei                                                  | PDK       | PD-AN       | christdemokratisch                           | Nard Ndoka        | 00,16 %            |
|        | Vereinigung für die Menschenrechte                                          | PBDNJ     | PD-AN       | griechische Minderheitenpartei, linksliberal | Vangjel Dule      | –                  |
|        | Neuer Demokratischer Wind                                                   | FRD       | PD-AN       | Liberalismus                                 | Bamir Topi        | 00,32 %            |
|        | Bewegung für nationale Entwicklung                                          | LZhK      | PD-AN       |                                              | Dashamir Shehi    | –                  |
|        | Partei der Legalitätsbewegung                                               | PLL       | PD-AN       | sozialkonservativ, monarchistisch            | Shpëtim Axhami    | –                  |
|        | Demokratische Nationale Front                                               | PBKD      | PD-AN       | konservativ                                  | Artur Roshi       | –                  |
|        | Liberaldemokratische Vereinigung                                            | PBLD      | PD-AN       | liberal, sozialdemokratisch                  | Arian Starova     | –                  |
|        | Agrar- und Umweltpartei                                                     | PAA       | PD-AN       | reformistisch, grün, agrarisch, Umwelt       | Agron Duka        | –                  |
|        | Demokratische Vereinigung                                                   | PBDSh     | PD-AN       |                                              | Ylber Valteri     | –                  |
|        | Christlich-demokratische Partei                                             | PKD       | PD-AN       | christdemokratisch                           | Dhimitër Muslia   | –                  |
|        | Sozialdemokratische Partei                                                  | PSD       |             | Sozialdemokratie                             | Skënder Gjinushi  | 00,95 %            |
|        | Nisma Thurje                                                                | NTH       |             |                                              | Panajot Soko      | –                  |
|        | Nationale Front                                                             | PBK       |             | konservativ                                  | Adriatik Alimadhi | –                  |
|        | Albanische Demokratische Bewegung                                           | PLDSH     |             |                                              | Myslim Murrizi    | neu                |
|        | Bindja Demokratike                                                          | BD        |             |                                              | Astrit Patozi     | neu                |
|        | Allianz Volksvereinigung Emigration – Stunde der Hoffnung und Konservativen | ABEOK     |             |                                              |                   |                    |
|        | Neue Bewegung                                                               | LRE       |             |                                              |                   | –                  |
|        | Bewegung für Veränderung                                                    | LN        |             |                                              | Jozefina Topalli  | neu                |
|        | Allianz Neue Demokratie                                                     | ADR       |             |                                              | Edmond Stojku     | neu                |
|        | Unterstützungskomitee für den Kandidaten Iljaz Shehu, Lezha                 |           |             |                                              |                   | –                  |
|        | Unterstützungskomitee für den Kandidaten Kreshnik Merxhani, Gjirokastra     |           |             |                                              |                   | –                  |
|        | Unterstützungskomitee für den Kandidaten Boiken Abazi, Tirana               |           |             |                                              |                   | –                  |
|        | Unterstützungskomitee für den Kandidaten Elton Debreshi, Dibra              |           |             |                                              |                   |                    |
|        | Unterstützungskomitee für den Kandidaten Pal Shkambi, Shkodra               |           |             |                                              |                   |                    |

## Umfragen
Umfragen sagten ein Kopf-an-Kopf-Rennen zwischen den regierenden Sozialisten und den oppositionellen Konservativen voraus.

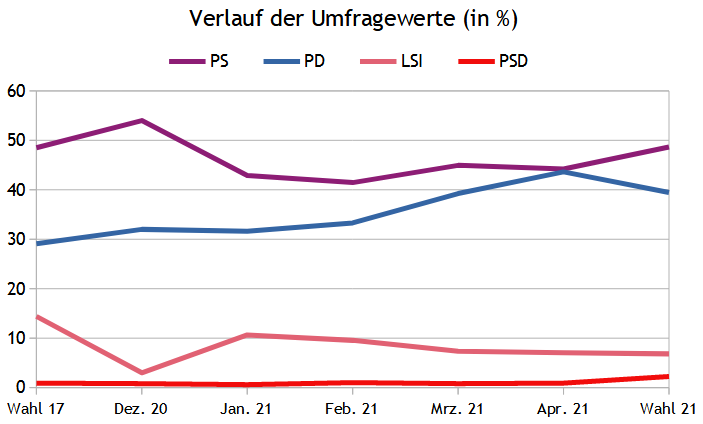
Umfragen auf monatliche Umfrageergebnisse gemittelt, von der Wahl 2017 bis zur Wahl 2021

| Umfrageinstitut               | Datum            | Anzahl Befragte | PS                 | PD               | LSI         | PDIU        | PSD       | Andere Parteien | Vorsprung   | Quelle |         |         |   |         |         |        |
| ----------------------------- | ---------------- | --------------- | ------------------ | ---------------- | ----------- | ----------- | --------- | --------------- | ----------- | ------ | ------- | ------- | - | ------- | ------- | ------ |
| Umfrageinstitut               | Datum            | Anzahl Befragte | Piepoli, Report TV | 8. Dezember 2020 | 500         | 53 – 59 %   | 30 – 34 % | Andere Parteien | Vorsprung   | Quelle | 2 – 4 % | 1 – 3 % | — | 5 – 7 % | 23–25 % | [ 17 ] |
| MRB, Euronews Albania         | 13. Januar 2021  | 1600            | 41,8 %             | 28,2 %           | 10,3 %      | 1,5 %       | —         | 2,1 %           | 13,6 %      | [ 18 ] |         |         |   |         |         |        |
| Ora News, NOTO Sondaggi       | 19. Januar 2021  | 2000            | 42 – 46 %          | 33 – 37 %        | 9 – 13 %    | 1 – 3 %     | —         | 6 – 10 %        | 9 %         | [ 19 ] |         |         |   |         |         |        |
| MRB, Euronews Albania         | 18. Februar 2021 | 1600            | 39,9 %             | 30,6 %           | 9,1 %       | 1,6 %       | —         | 1,8 %           | 9,3 %       | [ 20 ] |         |         |   |         |         |        |
| Ora News, NOTO Sondaggi       | 23. Februar 2021 | 2000            | 41 – 45 %          | 34 – 38 %        | 8 – 12 %    | 1 – 3 %     | —         | 7 – 11 %        | 7 %         | [ 21 ] |         |         |   |         |         |        |
| Flame Tree Advisors, Syri TV  | 1. März 2021     | 1000            | 38,5 – 40,1 %      | 33,9 – 36,8 %    | 8,9 – 9,2 % | 2,2 – 2,5 % | —         | 1,5 – 4,6 %     | 3,3 – 4,6 % | [ 22 ] |         |         |   |         |         |        |
| Gazeta Express, Televizioni 7 | 1. März 2021     | 3778            | 44,5 %             | 42,2 %           | 9,3 %       | PD          | —         | 3,9 %           | 2,3 %       | [ 23 ] |         |         |   |         |         |        |
| MRB, Euronews Albania         | 11. März 2021    | 1600            | 41,3 %             | 30,8 %           | 7,6 %       | 1,3 %       | —         | 1,1 %           | 10,5 %      | [ 24 ] |         |         |   |         |         |        |
| Smith Research&Consulting     | 9. April 2021    | 1000            | 42,5 %             | 44,7 %           | 11,3 %      | PD          | -         | 1,5 %           | 2,2 %       | [ 25 ] |         |         |   |         |         |        |
| Albeu                         | 18. April 2021   | N/A             | 41,1 %             | 45,44 %          | 8,83 %      | PD          | 1,43 %    | 3,2 %           | 4,3 %       | [ 26 ] |         |         |   |         |         |        |

## Ergebnisse
Die Wahlbeteiligung lag bei 46,32 % – tiefer als bei anderen Wahlen.

### Gesamtergebnis

Sitzverteilung zu Beginn der Legislatur
Partia Socialiste
Partia Demokratike – Aleanca për Ndryshim
Lëvizja Socialiste për Integrim
Partia Socialdemorkate

Das Endergebnis wurde von der Zentralen Wahlkommission am 13. Juli 2021 publiziert, nachdem mehrere Beschwerden behandelt worden waren. Die Liste zeigt die Sitzaufteilung innerhalb der Koalition PD-AN
|                                                                                                   | Partia Socialiste e Shqipërisë (PS) Sozialistische Partei Albaniens                                                        | 768.134   | 48,67  | ▲0,34 | 74  | ▬   |
|                                                                                                   | Partia Demokratike – Aleanca për Ndryshim (PD-AN) Koalition der Demokratischen Partei Albaniens mit der Allianz für Wandel | 622.187   | 39,43  | ▲5,09 | 59  |     |
| Partia Demokratike e Shqipërisë (PD) Demokratische Partei Albaniens                               | |           |        | 50    | ▲7  |     |
| Partia Republikane Shqiptare (PR) Albanische Republikanische Partei                               | |           |        | 3     | ▲3  |     |
| Partia për Drejtësi, Integrim dhe Unitet (PDIU) Partei für Gerechtigkeit, Integration und Einheit | |           |        | 2     | ▼1  |     |
| Partia Agrare Ambientaliste e Shqipërisë (PAA) Umwelt- und Agrarpartei Albaniens                  | |           |        | 1     | ▲1  |     |
| Partia Lëvizja e Legalitetit (PLL) Partei der Legalitätsbewegung                                  | |           |        | 1     | ▲1  |     |
| Lëvizja për Zhvillim Kombëtar (LZHK) Bewegung für nationale Entwicklung                           | |           |        | 1     | ▲1  |     |
| Partia Bashkimi për të Drejtat e Njeriut (PBDNJ) Partei „Vereinigung für die Menschenrechte“      | |           |        | 1     | ▲1  |     |
|                                                                                                   | Lëvizja Socialiste për Integrim (LSI) Sozialistische Bewegung für Integration                                              | 107.538   | 6,81   | ▼7,47 | 4   | ▼15 |
|                                                                                                   | Partia Socialdemokrate e Shqipërisë (PSD) Sozialdemokratische Partei Albaniens                                             | 35.475    | 2,25   | ▲0,70 | 3   | ▲2  |
|                                                                                                   | Sonstige | 44.764    | 2,83   | ▲0,74 | —   | ▬   |
| Gültige gesamt                                                                                    | Gültige gesamt | 1.578.098 | 100,00 | ▬     | 140 | ▬   |
| Ungültig                                                                                          | Ungültig | 83.059    |        |       |     |     |
| Gesamt                                                                                            | Gesamt | 1.662.274 |        |       |     |     |
| Wahlberechtigte / Wahlbeteiligung                                                                 | Wahlberechtigte / Wahlbeteiligung                                                                                          | 3.588.869 | 46,32  | ▼0,27 |     |     |
| Quelle: Albanische Wahlkommission                                                                 | |           |        |       |     |     |

Der Abgeordnete der Partia e Lirisë/LSI aus Shkodra wechselte zu Beginn des Jahres 2023 zu den Sozialisten.
Der Streit zwischen Berisha-Getreuen und Anhänger von Lulzim Basha innerhalb der Partia Demokratike führte dazu, dass sich die größte Fraktion der Opposition teilte.

### Ergebnis nach Qark
Ergebnisse in Prozent und Anzahl der Mandate.

Wahlergebnis (gewählte Abgeordnete und stimmenmäßig stärkste Partei nach Qark)

| Distrikt          | PS       | PD-AN    | LSI     | PSD     | Sonst. |
| ----------------- | -------- | -------- | ------- | ------- | ------ |
| Berat             | 55,97 5  | 30,44 2  | 11,12 − | 0,50 −  | 1,97 − |
| Dibra             | 44,70 2  | 45,13 3  | 6,91 −  | 0,70 −  | 2,55 − |
| Durrës            | 50,26 8  | 41,44 6  | 6,20 −  | 0,43 −  | 2,12 − |
| Elbasan           | 55,21 8  | 37,06 6  | 4,42 −  | 0,38 −  | 2,93 − |
| Fier              | 52,77 9  | 37,27 6  | 7,10 1  | 0,46 −  | 2,40 − |
| Gjirokastra       | 53,83 3  | 30,66 1  | 12,68 − | 1,16 −  | 1,67 − |
| Korça             | 48,90 6  | 40,77 5  | 6,86 −  | 1,02 −  | 2,44 − |
| Kukës             | 35,84 1  | 62,27 2  | 0,17 −  | 0,47 −  | 1,24 − |
| Lezha             | 38,03 3  | 47,42 4  | 10,34 − | 0,44 −  | 3,77 − |
| Shkodra           | 28,11 3  | 43,80 5  | 9,37 1  | 15,24 2 | 3,48 − |
| Tirana            | 48,67 18 | 39,12 15 | 6,00 2  | 2,85 1  | 3,36 − |
| Vlora             | 57,91 8  | 31,52 4  | 6,08 −  | 0,60 −  | 3,89 − |
| Albanien (gesamt) | 48,68 74 | 39,43 59 | 6,81 4  | 2,25 3  | 2,83 − |